# Aqua Teen Forever: Plantasm
Aqua Teen Forever: Plantasm ist ein US-amerikanischer Direct-to-Video-Animationsfilm aus dem Jahr 2022, der auf der Zeichentrickserie Aqua Teen Hunger Force von Adult Swim basiert und eine eigenständige Fortsetzung des Films Aqua Teen Hunger Force Colon Movie Film for Theaters aus dem Jahr 2007 darstellt.
Im Mittelpunkt des Films steht die Wiedervereinigung der Aqua Teens, als sie in Konflikt mit einem bösen Tech-Mogul namens Neil geraten, der den Megakonzern Amazin leitet.

## Produktion und Veröffentlichung
Aqua Teen Forever: Plantasm wurde von „Williams Street“ im Auftrag von Adult Swim produziert und von Bento Box Entertainment animiert. Der Film wurde von den Serienschöpfern Matt Maiellaro und Dave Willis produziert, geschrieben und inszeniert und enthält die Stimmen von Dana Snyder, Carey Means, Willis, Maiellaro, Peter Serafinowicz und Paul Walter Hauser.
Der Film ist der erste Direct-to-Video-Film von Adult Swim und wurde am 8. November 2022 auf Blu-ray, 4K Ultra HD und digital von Warner Bros Home Entertainment veröffentlicht. Der Film wurde am 8. Februar 2023 auf HBO Max verfügbar gemacht, startete am 19. März 2023 in den USA auf Adult Swim.

## Rezeption
Aqua Teen Forever: Plantasm erhielt überwiegend positive Kritiken.  Auf Rotten Tomatoes erhält der Film eine Bewertung von 100 % und mit einer durchschnittlichen Punktzahl von 6,80/10.